# Guerres messèniques
Guerres messèniques és el nom que porten tres conflictes armats entre Esparta i els messenis lliurats entre el segle viii aC i el segle v aC.
Per els detalls vegeu:
- Primera guerra messènica
- Segona guerra messènica
- Tercera guerra messènica